# Municipio San Fernando (Chiapas)
Koordinaten: 16° 52′ N, 93° 12′ W
San Fernando ist ein Municipio im mexikanischen Bundesstaat Chiapas. Das Municipio hat knapp 33.000 Einwohner und eine Fläche von 361,77 km². Verwaltungssitz und größter Ort des Municipios ist das gleichnamige San Fernando.
Frühere Namen San Fernandos waren in der Sprache der Zoques Sahuipac, was „Schlucht der Affen“ bedeutet, und Osumapa im Nahuatl mit der gleichen Bedeutung. 
Im Municipio San Fernando liegt ein Teil des Nationalparks Cañón del Sumidero.

## Geographie
Das Municipio San Fernando liegt im mittleren Westen des mexikanischen Bundesstaats Chiapas auf Höhen zwischen 100 m und 1800 m. Es zählt zur Gänze zur physiographischen Provinz der Sierra Madre de Chiapas und liegt vollständig in der hydrologischen Region Grijalva-Usumacinta. Die Geologie des Municipios wird zu 61 % von Kalkstein bestimmt bei 31 % Sandstein-Lutit und 7 % Kalkstein-Lutit; vorherrschende Bodentypen sind der Leptosol (31 %), Alisol (26 %), Luvisol (20 %) und Regosol (19 %). Etwa 65 % der Gemeindefläche sind bewaldet, 20 % werden von Weideland eingenommen, 14 % dienen dem Ackerbau.
Das Municipio San Fernando grenzt an die Municipios Copainalá, Chicoasén, Osumacinta, Tuxtla Gutiérrez und Berriozábal.

## Bevölkerung
Beim Zensus 2010 wurden im Municipio 33.060 Menschen in 7.690 Wohneinheiten gezählt. Davon wurden 497 Personen als Sprecher einer indigenen Sprache registriert, darunter 351 Sprecher des Tzotzil. Gut 15 Prozent der Bevölkerung waren Analphabeten. 11.797 Einwohner wurden als Erwerbspersonen registriert, wovon gut 82 % Männer bzw. 3 % arbeitslos waren. Über 26 % der Bevölkerung lebten in extremer Armut.

## Orte
Das Municipio San Fernando umfasst 132 bewohnte localidades, von denen nur der Hauptort vom INEGI als urban klassifiziert ist. Neun Orte wiesen beim Zensus 2010 eine Einwohnerzahl von über 1000 auf, 99 Orte hatten weniger als 100 Einwohner. Die größten Orte sind:
| Ort                    | Einwohner |
| San Fernando           | 9651      |
| El Progreso            | 2704      |
| El Copalar             | 2039      |
| Francisco I. Madero    | 1993      |
| Gabriel Esquinca       | 1968      |
| Benito Juárez          | 1488      |
| Viva Cárdenas          | 1431      |
| Álvaro Obregón         | 1126      |
| 16 de Septiembre       | 1020      |
| Miguel Hidalgo (Lenin) | 0994      |